# Communauté de communes di E Tre Pieve: Boziu, Mercoriu e Rogna
Die Communauté de communes di E Tre Pieve: Boziu, Mercoriu e Rogna ist ein ehemaliger französischer Gemeindeverband mit der Rechtsform einer Communauté de communes im Département Haute-Corse in der Region Korsika. Sie wurde am 13. Dezember 2012 gegründet und umfasste 12 Gemeinden. Der Verwaltungssitz befand sich im Ort Castellare-di-Mercurio.

## Historische Entwicklung
Mit Wirkung vom 1. Januar 2017 fusionierte der Gemeindeverband mit
- Communauté de communes Aghja Nova,
- Communauté de communes du Niolu sowie
- Communauté de communes de la Vallée du Golo

und bildete so die Nachfolgeorganisation Communauté de communes des Quatre Territoires.

## Ehemalige Mitgliedsgemeinden
1. Alando
2. Alzi
3. Bustanico
4. Castellare-di-Mercurio
5. Erbajolo
6. Favalello
7. Focicchia
8. Mazzola
9. Santa-Lucia-di-Mercurio
10. Sant’Andréa-di-Bozio
11. Sermano
12. Tralonca